# 101 달마시안
《101 달마시안》(101 Dalmatians)는 미국에서 제작된 스티븐 헤렉 감독의 1996년 코미디, 가족 영화이다. 글렌 클로즈 등이 주연으로 출연하였고 존 휴스 등이 제작에 참여하였다.

## 줄거리
미국의 비디오 게임 디자이너 로저 달리는 자신의 애완견인 달마시안 퐁고와 함께 런던에 산다. 로저는 개 추격전을 특징으로 하는 비디오 게임을 개발하지만, 악당이 부적절하다는 이유로 거부당한다. 그는 게임을 재설계하려 시도하지만 만족스럽지 못하다.
어느 날 산책 중에 퐁고는 다른 달마시안인 페르디타에게 시선을 빼앗긴다. 세인트 제임시즈 공원에서 끝나는 추격전 끝에 로저는 퐁고가 페르디타를 좋아한다는 것을 알게 된다. 페르디타의 주인 아니타 캠벨-그린은 로저를 만나 사랑에 빠진다. 로저의 집으로 돌아왔을 때, 아니타는 그의 청혼을 받아들인다. 그들은 페르디타와 퐁고와 함께 결혼한다. 아니타는 드 빌 하우스에서 패션 디자이너로 일한다. 그녀의 상사인 크루엘라 드 빌은 모피에 깊은 열정을 가지고 있으며, 심지어 런던 동물원에서 흰호랑이의 가죽을 벗겨 자신의 깔개로 만들게 할 정도로 박제사 스키너 씨를 고용한다. 아니타는 자신의 달마시안에게 영감을 받아 점박이 모피로 만든 코트를 디자인한다. 크루엘라는 실제 달마시안으로 옷을 만드는 아이디어에 흥미를 느끼고, 그것이 마치 아니타의 개를 입는 것처럼 보일 것이라는 점을 재미있게 여긴다.
페르디타가 임신하고, 아니타도 임신한다. 크루엘라는 그들의 집을 방문하고 페르디타가 새끼를 낳을 예정이라는 것을 알고 흥분한다. 몇 주 후, 그녀는 15마리의 강아지가 태어났을 때 다시 찾아와 로저와 아니타에게 7,500파운드를 제시하지만, 그들은 거절한다. 격분한 크루엘라는 아니타를 해고하고 그녀와 로저에게 복수할 것을 맹세한다. 어느 겨울 저녁, 그녀는 로저와 아니타가 퐁고와 페르디타와 함께 공원에서 산책하는 동안 자신의 하수인 재스퍼와 호레이스에게 그들의 집에 침입하여 강아지들을 훔치게 한다. 이전에 훔친 다른 84마리의 달마시안들과 함께, 그들은 강아지들을 그녀의 허름한 교외 저택인 드 빌 맨션으로 데려간다. 크루엘라는 스키너에게 그들을 죽여 가죽을 벗겨 자신의 코트를 만들라고 요구한다.
가족이 강아지들을 잃고 비통해하자, 퐁고는 황혼 짖음을 사용하여 영국 전역의 개들과 다른 동물들을 통해 메시지를 전달하고, 로저와 아니타는 광역경찰청에 알린다. 아니타는 크루엘라가 납치의 배후에 있었다는 것을 깨닫고, 로저와 유모에게 자신의 포트폴리오를 보여줌으로써 의심을 확인한다. 키퍼라는 이름의 에어데일 테리어는 재스퍼와 호레이스를 맨션까지 쫓아가 모든 강아지들을 발견하고, 그들이 눈치채지 못하게 탈출하는 것을 돕는다. 그들은 근처 농장으로 향하고, 나중에 퐁고와 페르디타가 합류한다. 크루엘라는 맨션에 도착하여 무슨 일이 일어났는지 알게 된다. 도둑들의 실패에 화가 난 그녀는 직접 일을 처리하기로 결정한다. 여러 차례의 사고 끝에 재스퍼와 호레이스는 크루엘라를 찾고 있는 근처 경찰을 발견하고 자수하며, 뒤처진 강아지를 잡으려다 공격당한 스키너와 합류한다. 크루엘라는 강아지들을 농장까지 추적하여 잡으려 하지만, 농장 동물들이 그녀를 무력화시킨다. 경찰이 도착하여 크루엘라를 체포하고, 강아지들을 집으로 돌려보낸다.
퐁고, 페르디타 그리고 그들의 강아지들은 로저, 아니타, 유모와 재회한다. 나머지 84마리의 강아지들이 아직 주인에게 찾아가지 못해 갈 곳이 없다는 말을 듣고, 그들은 그들을 입양하기로 결정한다. 로저는 마침내 자신의 비디오 게임을 성공적으로 재설계하여, 달마시안 강아지들을 주인공으로, 크루엘라를 악당으로 설정한다. 이 성공으로 그들은 수백만 달러와 함께 런던을 떠나 시골로 이사한다. 로저와 아니타는 아기를 낳고, 개들은 자신들의 강아지들과 함께 성장한다.

## 출연

### 주연
- 글렌 클로즈
- 제프 다니엘스

### 조연
- 조엘리 리차드슨
- 조안 플로라이트
- 휴 로리
- 마크 윌리암스
- 존 슈라넬

## 기타
- 원작자: 도디 스미스
- 미술: 애쉬턴 고턴
- 무술감독: 줄리안 스펜서
- 의상: 안소니 포웰
- 배역: 셀레스탸 폭스, 마시아 로스

## KBS 성우진 (2000년 5월 5일)
- 이선영 - 드빌(글렌 클로즈)
- 유해무 - 로저(제프 다니엘스)
- 윤소라 - 아니타(조엘리 리차드슨)
- 정민희 - 유모(조안 플로라이트)
- 설영범 - 재스퍼(휴 로리)
- 이윤선 - 호라스(마크 윌리암스)
- 신흥철
- 서문석
- 전인배
- 김영진
- 김승태